# Mémorial (Blaise Pascal)
Pour les articles homonymes, voir Mémorial (homonymie).
Le Mémorial est une œuvre de Blaise Pascal datée du lundi 23 novembre 1654. Écrit pendant la nuit du 23 au 24 novembre, dite la Nuit de feu, ce texte d'une extrême brièveté est l'un des classiques de la spiritualité catholique et chrétienne en général.
Ces quelques lignes, où Pascal exprime sa conversion à la personne de Jésus-Christ au moment même où il la vit, ont valeur de paradigme, en raison des termes qu'il emploie mais aussi du caractère fulgurant de cette expérience mystique. Constamment réédité et commenté depuis la fin du XVIIe siècle, le Mémorial contient une triple invocation à Dieu régulièrement citée : « Dieu d'Abraham, Dieu d'Isaac, Dieu de Jacob, non des philosophes et des savants... »

## La nuit de feu
«  L’an de grâce 1654,

Lundi, 23 novembre, jour de saint Clément, pape et martyr, et autres au martyrologe.
Veille de saint Chrysogone, martyr, et autres.
Depuis environ dix heures et demie du soir jusqu’à environ minuit et demi.
Feu.
« Dieu d’Abraham, Dieu d’Isaac, Dieu de Jacob, »
Non des philosophes et des savants.
Certitude, Certitude. Sentiment. Joie. Paix.
Dieu de Jésus-Christ.
Deum meum et Deum vestrum.
« Ton Dieu sera mon Dieu »
Oubli du monde et de Tout, hormis Dieu.
Il ne se trouve que par les voies enseignées dans l’Évangile.
Grandeur de l’âme humaine.
« Père juste, le monde ne t’a point connu, mais je t’ai connu. »
Joie, Joie, Joie, pleurs de joie.
Je m’en suis séparé :
De reliquerunt me fontem aquæ vivæ.
« Mon Dieu, me quitterez-vous ? »
Que je n’en sois pas séparé éternellement.
« Cette est la vie éternelle, qu’ils te connaissent seul vrai
Dieu et celui que tu as envoyé, Jésus-Christ. »
Jésus-Christ.
Jésus-Christ.
Je m’en suis séparé, je l’ai fui, renoncé, crucifié.
Que je n’en sois jamais séparé.
Il ne se conserve que par les voies enseignées dans l’Évangile.
Renonciation totale et douce.
Soumission totale à Jésus-Christ et à mon directeur.
Éternellement en joie pour un jour d’exercice sur la terre.
Non obliviscar sermones tuos, Amen.
 »
L'expérience mystique du lundi 23 novembre 1654, qui se produit « depuis environ dix heures et demie du soir jusques environ minuit et demi », marque un tournant décisif dans la vie et l'œuvre de Pascal,. Cette « expérience éblouissante, restée dans les esprits comme la nuit de feu de Pascal », est consignée sur le moment. Le texte est d'une telle importance pour Pascal qu'il le recopie sur parchemin et coud les deux exemplaires dans la doublure de son pourpoint,. Le lendemain, il éprouve le besoin de raconter sa nuit de feu à sa sœur Jacqueline, et sollicite un directeur de conscience. Le père Antoine Singlin reçoit Blaise Pascal à Port-Royal de Paris vers le 20 décembre mais refuse de devenir son directeur de conscience ; il lui conseille de se retirer à Port-Royal-des-Champs.
Par la suite, Pascal prend soin de coudre et de découdre les deux exemplaires de son mémorial chaque fois qu'il changea de vêtement. L’expérience de cette nuit de feu est si bouleversante que Pascal s’engage à une rupture absolue, à une « renonciation totale et douce, à l’oubli du monde et de tout », dans un climat de joie baignée de larmes. Un serviteur découvre après sa mort, dans la doublure de son dernier habit, « un petit parchemin plié et écrit de la main de M. Pascal, et dans ce parchemin, un papier écrit de la même main : l'un était une copie fidèle de l'autre ». Les proches de Pascal parlent alors d'un « mémorial » : un témoin rapporte qu'ils voient ce document comme « une espèce de mémorial qu'il gardait très soigneusement pour conserver le souvenir d'une chose qu'il voulait avoir toujours présente à ses yeux et à son esprit ». Si le parchemin a aujourd'hui disparu, le papier d'origine, qui se trouve à la Bibliothèque nationale de France, a été authentifié par l'abbé Périer, neveu de Pascal.
Sa vie durant, Pascal a observé un silence absolu sur le double manuscrit : tous en ignoraient l'existence, y compris sa sœur Jacqueline, religieuse à Port-Royal des Champs, dont Laurent Thirouin rappelle le trouble devant le changement survenu peu après chez ce « pénitent si réjoui ».

## Analyse
Plusieurs passages du Mémorial se rattachent à l'Écriture, en particulier le chapitre 17 de l'Évangile selon Jean, que Pascal cite nommément. En outre, la dernière phrase, non obliviscar sermones tuos, est inspirée par le Psaume 118, texte dont la lecture bouleversait Pascal,.

## Postérité
Le mémorial a été imprimé pour la première fois en 1740 dans le Recueil d'Utrecht.
L'Église catholique célèbre des messes le 23 novembre, ou lors du dimanche le plus proche de cette date, en souvenir de la Nuit de feu et de la conversion de Pascal, en accord avec la Société des Amis de Port-Royal.
Le surnom de « Nuit de feu » est devenu synonyme de conversion religieuse ou de révélation intellectuelle, notamment chez Paul Valéry, dont la « nuit de Gênes » en octobre 1892 se réfère directement à la nuit pascalienne, ou chez Éric-Emmanuel Schmitt avec son roman autobiographique La Nuit de feu (2015).